# El trinxeraire
El trinxeraire (títol original en francès Le Voyou) és una pel·lícula francesa dirigida per Claude Lelouch estrenada el 1970 i doblada al català.

## Argument
Simon, un gàngster evadit, qui ha trobat refugi en un cinema (Le Miramar à Montparnasse à París) on passen Le Voyou, obliga una espectadora a abraçar-lo per dissimular a la vista dels policies que l'acorralen. Accepta albergar-lo.

## Repartiment
- Jean-Louis Trintignant: Simon, «el suís»
- Danièle Delorme: la dona que amaga Simon
- Charles Gérard: Charlot
- Christine Lelouch: Martine
- Yves Robert: el comissari
- Judith Magre: Sra. Gallois
- Aldo Maccione: Aldo Ferrari
- Paul Le Person: l'home dels falsos papers
- Amidou: Bill
- Gérard Sire: l'alcalde
- Jacques Doniol-Valcroze: el banquer
- Gabriella Giorgelli: Maria
- Luciano Pigozzi: el director de la presó
- Mimmo Palmara
- Pierre Zimmer: el marit de Martine
- Charles Denner: Sr. Gallois
- Sacha Distel: ell mateix
- Vincent Rozière: Daniel
- Jean Collomb: l'amo del cafè
- Alexandre Mnouchkine: un membre del consell d'administració
- Claude Barrois: el nou llogater
- Roger Degrémont: qui crida un taxi

## Premis
- Premi Raoul Lévy a Paris[3]
- Donatello d'Or a Roma[4]